# جائزة إنفوسيس
جائزة إنفوسيس جائزة هندية . تمنح للمتميزين في عدة مجالات مثل الهندسة والحاسوب وعلوم الحياة وغيرها. تمنحها شركة إنفوسيس.

## وصلات خارجية
- الموقع الإلكتروني